# M2 (Republica Moldova)
M2 este o șosea cu statut de drum magistral în partea central-nordică a Republicii Moldova, cu o lungime de 155 km. Drumul leagă capitala Chișinău via Orhei și Soroca de granița cu Ucraina prin Cosăuți. Cu toate că nu există nici un pod peste Nistru, în Ucraina drumul este continuat de R08 până la Vinnița. 
O mică parte a tronsonului, între Chișinău și intersecția cu M21 (lângă Cricova) este parte a drumului european E584. 
Între Chișinău și Orhei drumul este destul de bine întreținut. La nord de Orhei, drumul se îngustează; între 2012 și 2014 acest traseu a fost reabilitat în totalitate.